# 馬場謙一
馬場 謙一（ばば けんいち、1934年11月6日 - ）は、日本の精神医学者。

## 経歴
新潟県中蒲原郡村松町（現・五泉市）生まれ。1958年東京大学文学部独文科、1962年慶應義塾大学医学部卒業。1967年医学博士の学位を取得。斎藤病院勤務、1972-1974年西ドイツのゲッチンゲン大学に学ぶ。1976年群馬大学教育学部助教授、1983年教授、横浜国立大学教授、放送大学教授、中部大学教授、南八街病院、上諏訪病院勤務。

## 著書
- 『自分と上手につきあう方法』ごま書房 ゴマブックス 1982
- 『精神科の窓から 子どもの挫折と成熟』日本教文社 1982
- 『得する性格はこうしてつくる 成功・出世の自分コントロール法』実業之日本社 実日新書 1984
- 『精神科臨床と精神療法』弘文堂 2000

### 共編著
- 『フロイト精神分析入門』小此木啓吾共編 有斐閣新書 1977
- 『青年期の精神療法』編 金剛出版 1982
- 『日本人の深層分析』福島章、山中康裕、小川捷之共編　全12巻 弘文堂 1984-1990
- 『精神発達と精神病理』北田穣之介共編 金剛出版 1986
- 『母子癒着 母を拒み、母を求めて』木村榮共著 有斐閣 いま家族を問う 1988
- 『神経症の発症機制と診断』編集企画 金原出版 精神科mook 1989
- 『臨床心理学』編 弘文堂入門双書　1995
- 『カウンセリング概説』橘玲子共編著 放送大学教育振興会 2001
- 『学校臨床心理学』編著 放送大学教育振興会 2002
- 『臨床心理学特論』橘玲子,滝口俊子共編著 放送大学教育振興会 2002
- 『子どもをとりまく問題と教育 心の病』編著 開隆堂出版 2003
- 『心の健康と病理』編著 放送大学教育振興会 2004
- 『スタートライン臨床心理学』編 弘文堂 2004
- 『スクールカウンセリングの基礎と経験』松本京介共編著 日本評論社 2008

### 翻訳
- 『フロイド選集 精神分析入門』井村恒郎共訳 改訂版 日本教文社 1970
- A.&M.ミッチャーリッヒ『喪われた悲哀 ファシズムの精神構造』林峻一郎共訳　河出書房新社 1972
- S.ブラントン『フロイトとの日々 教育分析の記録』日本教文社 1972
- P.ローゼン『フロイトの社会思想 政治・宗教・文明の精神分析』小松啓共訳　誠信書房 誠信フロイト選書 1986
- ガエターノ・ベネデッティ『精神分裂病論』みすず書房 1987
- I.ドイッチュクローン『黄色い星を背負って ナチ支配下を生きたユダヤ人女性の証言』岩波書店 1991
- マーク・カンザー,ジュール・グレン編『フロイト症例の再検討 1 (ドラとハンスの症例)』監訳 金剛出版 1995
- Edwin R.Wallace, Ⅳ『力動精神医学の理論と実際』監訳　医学書院 1996
- K.オプホルツァー『Ｗ氏との対話 フロイトの一患者の生涯』高砂美樹共訳 みすず書房 2001
- アルノ・グリューン『「正常さ」という病い』正路妙子共訳　青土社 2001
- ジュール・グレン,マーク・カンザー編『シュレーバーと狼男 フロイト症例を再読する』監訳 岡元彩子,高塚雄介共訳 金剛出版 2008
- ガートルード・ブランク『精神分析的心理療法を学ぶ 発達理論の観点から』監訳 篠原道夫,岡元彩子他訳 金剛出版 2013